# 佐野洋子
佐野 洋子（さの ようこ、1938年〈昭和13年〉6月28日 - 2010年〈平成22年〉11月5日）は、日本の絵本作家、エッセイスト。
代表作として、絵本『100万回生きたねこ』（1977年）。エッセイ、児童文学、脚本、小説、海外絵本の翻訳も手がけた。

## 生涯
1938年、満鉄調査部勤務の父利一、母シズの間に、長女（7人きょうだいの第二子）として北京で生まれる。幼少期を北京で過ごし、1945年（7歳）に大連に転居して小学校に入学、同地で日本の敗戦を迎える。1947年（9歳）に一家は山梨県に引き揚げ、当初は父方伯父のもとに身を寄せた。
1942年に三弟（生後33日）、1947年の引き揚げ後に四弟（4歳）を亡くし、1948年（10歳）には大好きであった兄（11歳）を亡くしている。幼少期の肉親との死別は、後の作風にも影響を与えている。また、母シズとの関係は確執を含んだもので、「家族」を題材とする多くのエッセイが書かれた。
1950年に静岡市、次いで1952年に清水市へ転居。静岡大学教育学部附属静岡中学校から静岡県立清水西高等学校に進んだ。1958年、父利一（享年51）を失った。同年、武蔵野美術大学デザイン科に入学。同級に平野甲賀、上村一夫らがいた。
1962年、武蔵野美術大学デザイン科卒。卒業後、白木屋宣伝部にデザイナー（イラストレーター）として入社。このころ、最初の結婚をした。
1966年の冬に単身渡欧し、1967年から半年、ベルリン造形大学でリトグラフを学ぶ。1968年に帰国、同年に長男（イラストレーター・画家の広瀬弦）誕生。
デザイン、イラストレーションの仕事を手がけながら、すべての工程を自分で決めたいと1971年（33歳）に『やぎさんのひっこし』（文は森比左志）で絵本作家としてデビュー。1973年には『すーちゃんとねこ』で文・絵ともに手がけた。1974年の『おじさんのかさ』で注目され（第22回サンケイ児童出版文化賞推薦）、1977年、『わたしのぼうし』で第8回講談社出版文化賞絵本賞受賞。同年、ロングセラーとなる絵本『100万回生きたねこ』刊行。
1980年離婚。 1982年に初のエッセイ集『私の猫たち許してほしい』を出版。1983年に童話『わたしが妹だったとき』で第1回新美南吉児童文学賞を受賞。また、海外絵本の翻訳や、脚本（1987年の「自転車ブタがやってきて…」が初作品）も手がけ、1988年には初の長編小説として自伝的な『右の心臓』を刊行した。
1990年に谷川俊太郎と結婚した。1996年に離婚。1998年から2003年にかけては北軽井沢に転居。
2003年に紫綬褒章受章。2004年、エッセイ集『神も仏もありませぬ』で小林秀雄賞を受賞。2004年には乳がんの摘出手術を受けたが、骨に転移。エッセイ集『役にたたない日々』（2006年刊行）の中で、がんで余命2年であることを告白。2006年、母シズ死去（享年93）。2008年、長年にわたる絵本作家としての創作活動により第31回巖谷小波文芸賞受賞。
2010年11月5日午前9時54分、乳がんのため東京都内の病院で死去した。72歳没。最後のエッセイ集のタイトルは『死ぬ気まんまん』であった。

### 没後
2012年、晩年を記録した映画『ドキュメンタリー映画 100万回生きたねこ』が公開された。また、NHKワンセグ2・Eテレにおいて、佐野の随筆を絵本風に紹介した『ヨーコさんの言葉』が2014年度制作・放送された。

## 備考
- 谷川俊太郎との婚姻関係は1996年に終わったが、北軽井沢にある谷川の別荘の隣に土地を買って移住した[8]。息子の広瀬弦（谷川と佐野の離婚後も交流が続いている[8]）によれば、佐野は「私は会いたくないから、（谷川が別荘に）来てないか確かめてきて」と、谷川のことを気にするそぶりを見せていたという[8]。
- 母との確執とその顛末はエッセイ集『シズコさん』（2006-2007年『波』連載、2008年刊行）の主題となっている。4歳の頃に母親と手を繋ごうとしたところチッと舌打ちされて手を振り払われて以来、「母と私のきつい関係がはじまった」という[9]。母親は長男（洋子の兄）を溺愛しており、長男の死には半狂乱になったという[4]。母親が晩年に認知症になり、自らも余命告知を受ける中で和解がなされている。
- 佐野も一児（広瀬弦）の母となったが、弦は佐野について「母親としてはあんまり褒めるところがありません」と述べている[10]。佐野はしばしば弦のことをエッセイに描いたが、弦からもう書かないでくれと言われて出さなくなった。しかし幼稚園児から高校生まで成長していく息子を描いたエッセイを書きためており、没後発見された原稿をもとに『私の息子はサルだった』として出版されている[11]。この本には弦が「あとがきのかわりに」を寄せている。
- 関川夏央によると、大韓航空機爆破事件の容疑者の金勝一の正体について、佐野が、ベルリン留学時代に知り合っていた、在日韓国人ではないかと語っていたという[12]。

## 主な作品
紀伊國屋書店bookwebによると、2009年6月現在、佐野洋子の著作は共著を含めて173ある。

### 絵本
- すーちゃんとねこ （こぐま社、1973年）
- おじさんのかさ （銀河社、1974年）
- だってだってのおばあさん （フレーベル館、1975年）
- わたしのぼうし （ポプラ社、（1976年）
- おぼえていろよおおきな木 （銀河社、1976年）
- おれはねこだぜ （偕成社、1977年）
- 100万回生きたねこ （講談社、1977年）
- あのひの音だよおばあちゃん （フレーベル館、1982年）
- 空とぶライオン （講談社、1982年）
- ともだちはモモー （リブロポート、1983年）
- ぼくの鳥あげる （フレーベル館、1984年）
- こども （リブロポート、1984年）
- ふつうのくま （文化出版局、1984年）
- まるでてんですみません （長新太絵 童話屋、1985年）
- サンタクロースはおばあさん （フレーベル館、1988年）
- ピーターと狼（評論社、1990年）
  - 明石家さんまによる朗読CDもある（東芝EMI、1998年）。

### 挿絵
- 七つのぽけっと （文:あまんきみこ、理論社）

### その他
- わたしが妹だったとき （偕成社、1982年）
- 私の猫たち許してほしい （リブロポート、1982年 のちちくま文庫）
- アカシア・からたち・麦畑 （文化出版局、1983年 のちちくま文庫）
- ほんの豚ですが （白泉社、1983年 のち中公文庫）
- 猫ばっか 佐野洋子の世界 （講談社、1983年 のち文庫）
- 恋愛論序説 （冬樹社、1984年 のち中公文庫）
- 入場料八八〇円ドリンクつき （谷川俊太郎共著 白泉社、1984年 のち集英社文庫）
- 嘘ばっか 新釈・世界おとぎ話 （講談社、1985年 のち文庫）
- ラブ・イズ・ザ・ベスト （冬芽社、1986年 のち新潮文庫）
- 私はそうは思わない （筑摩書房、1987年 のち文庫）
- あの庭の扉をあけたとき （ケイエス企画、1987年）
- わたしいる （童話屋、1987年 のち講談社文庫）
- あっちの豚こっちの豚 （小峰書店、1988年）
- もぞもぞしてよゴリラ （白泉社、1988年 のち中公文庫）
- 乙女ちゃん 愛と幻想の小さな物語 （大和書房、1988年 のち講談社文庫）
- 友だちは無駄である （筑摩書房(ちくまプリマーブックス)、1988年 のち文庫）
- 右の心臓 （リブロポート、1988年）
- 佐野洋子の単行本 （本の雑誌社、1989年 『がんばりません』と改題、新潮文庫）
- わたしが妹だったとき/こども （福武文庫、1990年（偕成社版にエッセイを加えたもの））
- わたしクリスマスツリー （講談社、1990年）
- ふつうがえらい （マガジンハウス、1991年）
- ぺこぺこ （文化出版局、1993年）
- コッコロから （マガジンハウス、1993年 のち講談社文庫）
- みちこのダラダラ日記 （理論社、1994年）
- ふたつの夏 （谷川俊太郎共著 光文社、1995年）
- 女一匹 （広瀬弦共著 マガジンハウス、1995年）
- Catmania （PARCO出版、1997年）
- あっちの女こっちの猫 佐野洋子画文集 （講談社、1999年）
- あれも嫌いこれも好き （朝日新聞社、2000年 のち文庫）
- ねえとうさん （小学館、2001年）
- 神も仏もありませぬ （筑摩書房、2003年 のち文庫）
- 覚えていない （マガジンハウス、2006年 のち新潮文庫）
- シズコさん （新潮社、2008年4月 のち文庫）
- 役にたたない日々 （エッセイ集 朝日新聞出版、2008年5月）
- 天使のとき （朝日新聞出版、2008年12月）
- 問題があります （筑摩書房、2009年7月）
- クク氏の結婚、キキ夫人の幸福 （朝日新聞出版、2009年10月）
- 佐野洋子対談集 人生のきほん （講談社、2011年2月）
- 死ぬ気まんまん （光文社、2011年6月）

## 受賞歴
- 1977年 - 絵本『わたしのぼうし』で講談社出版文化賞絵本賞[5]
- 1983年 - 童話『わたしが妹だったとき』で新美南吉文学賞[5]
- 1988年 - 童話『わたしいる』でサンケイ児童出版文化賞[5]
- 2000年 - エリック・カール作の絵本『こんにちは　あかぎつね!』の翻訳で日本絵本賞翻訳賞[5]
- 2002年 - 絵本『ねえ とうさん』で日本絵本賞、小学館児童出版文化賞[5]
- 2003年 - 紫綬褒章[5]
- 2004年 - エッセイ集『神も仏もありませぬ』で小林秀雄賞[5]
- 2008年 - 巖谷小波文芸賞[5]